# 楊俊瀚
楊 俊瀚（よう しゅんかん、Chun-Han Yang、1997年1月1日 ‐ ）は、台湾・玉里鎮出身でアミ族の陸上競技選手。専門は短距離走。100mで10秒11、200mで20秒23の自己ベストを持つ、両種目の台湾記録保持者。2017年アジア選手権では弱冠20歳で男子200mの金メダリストとなった。

## 経歴
2014年8月24日の南京ユースオリンピック男子200m決勝で3位に入り（当初は4位でゴールしたが、2位でゴールしたジャマイカ選手がレーン侵害で失格となった）、ユースオリンピックの陸上競技において台湾史上初のメダルとなる銅メダルを獲得した。
2015年10月の全國運動會に出場すると、19日の男子100m決勝で10秒29（-0.3）をマークし、易緯鎮が保持する台湾記録に0秒01差と迫った。翌日の20日には男子200m予選で20秒58（+0.7）の台湾記録を樹立し、従来の台湾記録（2001年に張博智がマークした20秒81）を塗り替えると、翌日の決勝では予選の記録を塗り替える20秒53（-0.3）をマークし、翌年のリオデジャネイロオリンピックの参加標準記録（20秒50）に迫った。
2017年5月8日の全國大專院校運動會男子100m決勝で自己ベストを0秒07更新する10秒22（-0.1）の台湾記録（当時）を樹立。2012年に易緯鎮が樹立した従来の記録を0秒06更新した。
2017年7月にブバネーシュワルで開催されたアジア選手権では出場した3種目全てで決勝に進出したが、2走を務めた男子4×100mリレーは失格に終わった。しかし、男子100mはハサン・タフティアン（10秒25）、フェミ・オグノデ（10秒26）に次ぐ10秒31（+0.7）で3位に入り、アジア選手権同種目で台湾史上30年ぶりのメダルとなる銅メダルを獲得した。男子200mはパク・ボンゴ (en) （20秒76）、ディフェンディングチャンピオンのフェミ・オグノデ（20秒79）らを抑え、20秒66（0.0）で初優勝を飾った。アジア選手権の短距離種目（ハードル種目は除く）では、男女通じて台湾史上初の金メダル獲得となった。
アジアチャンピオンのワイルドカードを使って8月のロンドン世界選手権男子200mには出場せず、自国開催の台北ユニバーシアードで個人種目とリレーの優勝、そして自己ベスト更新を目指した。迎えた大会では、最初に出場した男子100m準決勝で自身の持つ台湾記録（10秒22）を更新する10秒20（0.0）をマークすると、決勝は10秒22（-0.9）で優勝を飾り、台湾に26年ぶりのユニバーシアード陸上競技の金メダルをもたらした。また、これは全てのカテゴリーのオリンピックと世界選手権も含め、世界大会の短距離種目で台湾男子選手が獲得した史上初の金メダルとなった。その後の男子200mは7位に終わりメダルを逃すも、2走を務めた男子4×100mリレーでは銅メダル獲得に貢献した。

## 自己ベスト
- 記録欄の（　）内の数字は風速（m/s）で、+は追い風、-は向かい風を意味する。

| 種目 | 記録          | 年月日        | 場所       | 備考     |
| 屋外 | 屋外          | 屋外          | 屋外       | 屋外     |
| ---- | ------------- | ------------- | ---------- | -------- |
| 100m | 10秒11 (+0.2) | 2018年6月16日 | 平塚       | 台湾記録 |
| 200m | 20秒23 (+0.7) | 2018年8月29日 | ジャカルタ | 台湾記録 |

## 主な成績
- 備考欄の記録は当時のもの

| 年   | 大会                         | 場所             | 種目    | 結果    | 記録          | 備考                         |
| ---- | ---------------------------- | ---------------- | ------- | ------- | ------------- | ---------------------------- |
| 2013 | 世界ユース選手権 (en)        | ドネツク         | 100m    | 予選    | 11秒17 (-4.9) |                              |
| 2014 | ユースオリンピックアジア予選 | バンコク         | 200m    | 2位     | 21秒37 (+0.2) |                              |
| 2014 | アジアジュニア選手権         | 台北             | 100m    | 6位     | 10秒73 (+0.3) |                              |
| 2014 | アジアジュニア選手権         | 台北             | 200m    | 5位     | 21秒17 (+1.0) |                              |
| 2014 | アジアジュニア選手権         | 台北             | 4x100mR | 3位     | 39秒91 (4走)  |                              |
| 2014 | ユースオリンピック (en)      | 南京             | 200m    | 3位     | 21秒31 (+0.3) |                              |
| 2014 | アジア大会                   | 仁川             | 200m    | 準決勝  | 21秒64 (0.0)  |                              |
| 2014 | アジア大会                   | 仁川             | 4x100mR | 5位     | 39秒20 (1走)  |                              |
| 2015 | アジア選手権                 | 武漢             | 100m    | 準決勝  | 10秒48 (+0.7) |                              |
| 2015 | アジア選手権                 | 武漢             | 200m    | 5位     | 20秒96 (+1.0) |                              |
| 2015 | アジア選手権                 | 武漢             | 4x100mR | 3位     | 39秒35 (2走)  |                              |
| 2015 | ユニバーシアード (en)        | 光州             | 100m    | 1次予選 | DQ            | フライング                   |
| 2015 | ユニバーシアード (en)        | 光州             | 200m    | 準決勝  | 21秒37 (-0.2) |                              |
| 2015 | ユニバーシアード (en)        | 光州             | 4x100mR | 予選    | DNF (2走)     |                              |
| 2016 | アジアジュニア選手権         | ホーチミン       | 200m    | 優勝    | 20秒73 (+0.5) |                              |
| 2016 | アジアジュニア選手権         | ホーチミン       | 4x100mR | 優勝    | 39秒75 (2走)  |                              |
| 2016 | 世界U20選手権                | ブィドゴシュチュ | 200m    | 5位     | 20秒81 (+1.2) |                              |
| 2016 | 世界U20選手権                | ブィドゴシュチュ | 4x100mR | 予選    | 40秒33 (2走)  |                              |
| 2017 | アジア選手権 (en)            | ブバネーシュワル | 100m    | 3位     | 10秒31 (+0.7) |                              |
| 2017 | アジア選手権 (en)            | ブバネーシュワル | 200m    | 優勝    | 20秒66 (0.0)  |                              |
| 2017 | アジア選手権 (en)            | ブバネーシュワル | 4x100mR | 決勝    | DQ (2走)      |                              |
| 2017 | ユニバーシアード (en)        | 台北             | 100m    | 優勝    | 10秒22 (-0.9) | 準決勝10秒20 (0.0)：台湾記録 |
| 2017 | ユニバーシアード (en)        | 台北             | 200m    | 7位     | 21秒07 (-3.8) |                              |
| 2017 | ユニバーシアード (en)        | 台北             | 4x100mR | 3位     | 39秒06 (2走)  |                              |
| 2018 | アジア大会                   | ジャカルタ       | 100m    | 5位     | 10秒17 (+0.8) |                              |
| 2018 | アジア大会                   | ジャカルタ       | 200m    | 2位     | 20秒23 (+0.7) | 台湾記録                     |
| 2018 | アジア大会                   | ジャカルタ       | 4x100mR | 4位     | 38秒98 (2走)  |                              |
| 2019 | アジア選手権                 | ドーハ           | 100m    | 5位     | 10秒28 (+1.5) |                              |
| 2019 | アジア選手権                 | ドーハ           | 4x100mR | 2位     | 39秒18 (3走)  |                              |
| 2019 | 世界選手権                   | ドーハ           | 200m    | 予選    | 20秒80 (+0.8) |                              |